# Elia Kazan
Elia Kazanjoglous (en grec, Ηλίας Καζαντζόγλου), conegut com a Elia Kazan (7 de setembre 1909 - 28 de setembre 2003), fou un director, productor, guionista i actor estatunidenc. Destacà per saber treure bones actuacions dramàtiques dels seus actors; va dirigir 21 actors que foren nominats a l'Oscar, i nou d'ells el van guanyar. Va dirigir moltes pel·lícules d'èxit, entre les quals destaca A Streetcar Named Desire (1951), La llei del silenci (On the Waterfront) (1954) i A l'est de l'edèn (East of Eden) (1955). Durant la seva carrera, va guanyar dos Oscars al millor director, tres premis Tony i quatre globus d'or. També va rebre un Oscar honorífic.
Un punt d'inflexió en la carrera de Kazan va arribar amb el seu testimoni com a testimoni davant el Comitè d'Activitats Antiamericanes el 1952 en el moment de la llista negra de Hollywood, que va comportar fortes reaccions negatives de molts amics i companys. El seu testimoni va ajudar a acabar amb les carreres dels antics companys d'actuació Morris Carnovsky i Art Smith, juntament amb el treball del dramaturg Clifford Odets. Kazan i Odets havien fet un pacte per nomenar-se l'un a l'altre davant del comitè. Més tard, Kazan va justificar el seu acte dient que va prendre «només la més tolerable de dues alternatives que eren doloroses i incorrectes».
Gairebé mig segle més tard, el seu testimoni anticomunista continuava causant polèmica. Quan Kazan va rebre un Oscar honorífic el 1999, desenes d'actors van optar per no aplaudir mentre 250 manifestants van protestar a l'esdeveniment.
L'obra de Kazan va influir en les pel·lícules dels anys cinquanta i anys seixanta amb propostes provocadores i temàtiques. Se l'ha descrit com a «un dels directors més honorats i influents de la història de Broadway i de Hollywood». El director Stanley Kubrick va dir d'ell: «sens dubte, el millor director que tenim a Amèrica [i] capaç de fer miracles amb els actors que utilitza».:36 Va adaptar dramaturgs com Tennessee Williams o Arthur Miller, i se'l considera descobridor de James Dean i Marlon Brando. Ian Freer conclou que, fins i tot «amb uns èxits afectats per la controvèrsia política, el deute de Hollywood –i els actors de tot arreu– és enorme». El 2010, Martin Scorsese va codirigir una pel·lícula documental,  A Letter to Elia  com a homenatge personal a Kazan.

## Biografia
Elia Kazanjoglou neix a Constantinoble, fill d'un venedor de catifes grec originari de Kayseri (Capadòcia). La família emigra als Estats Units on arriben el 8 de juliol de 1913.
En els anys 1930 s'interessa pel teatre com a actor en el "Group Theatre", després com a guionista. Adapta entre d'altres Mort d'un viatjant d'Arthur Miller. És un dels fundadors, amb Cheryl Crawford i Robert Lewis, d'una escola d'art dramàtic, l'Actors Studio, el 1947.
Kazan va dirigir dos dels protegits de l'estudi, Karl Malden i Marlon Brando, a l'obra de teatre A Streetcar Named Desire de Tennessee Williams.
Tot i el seu èxit escènic, Kazan va anar a Hollywood com a director de pel·lícules. Primer va dirigir dos curtmetratges, però el seu primer llargmetratge va ser A Tree Grows in Brooklyn (1945), un dels seus primers intents de filmar drames centrats en preocupacions contemporànies, que més tard es convertiria en el seu fort. Dos anys més tard va dirigir Gentleman's Agreement, on va abordar un tema poc comentat a Amèrica, l'antisemitisme, pel qual va guanyar el seu primer Oscar com a millor director. El 1947, va dirigir el drama judicial Boomerang. El 1949 va tornar a tractar un tema controvertit quan va dirigir Pinky, que tractava temes de racisme a Amèrica, i va ser nominat a tres Oscars.
Els anys 1950 fou la seva època daurada. El 1950 va dirigir Panic in the Streets, protagonitzada per Richard Widmark, en un thriller rodat als carrers de Nova Orleans. En aquella pel·lícula, Kazan va experimentar amb un estil cinematogràfic documental, que va aconseguir "dinamitzar" les escenes d'acció. Va guanyar el premi internacional del Festival de Cinema de Venècia com a director, i la pel·lícula també va guanyar dos Oscars. Kazan havia demanat que Zero Mostel també actués a la pel·lícula, tot i que Mostel estava "a la llista negra" com a resultat del testimoni de HCUA uns anys abans.
Va tornar a dirigir a Malden i Brando a A Streetcar Named Desire (1951) com havia fet al teatre. La pel·lícula va ser nominada a dotze Oscars, dels quals va guanyar quatre.
La següent pel·lícula de Kazan va ser Viva Zapata! (1952) que també va protagonitzar Marlon Brando. Aquesta vegada, la pel·lícula va afegir una atmosfera real amb l'ús de plans d'ubicació i forts accents de caràcter. Kazan va anomenar aquesta la seva "primera pel·lícula real" per aquests factors.
El 1954 va tornar a utilitzar Brando com a estrella a On the Waterfront. Com a continuació dels temes socialment rellevants que va desenvolupar a Nova York, la pel·lícula va exposar la corrupció dins del sindicat d'estibadors de Nova York. També va ser nominada a 12 Oscars, i en va guanyar 8, incloent a la millor pel·lícula, millor director i millor actor, per Marlon Brando.
On the Waterfront també va ser el debut a la pantalla d'Eva Marie Saint, que va guanyar l'Oscar a la millor actriu secundària pel seu paper. Saint va recordar que Kazan la va seleccionar per al paper després de fer-la fer una obra d'improvisació amb Brando interpretant l'altre personatge. No tenia ni idea que estava buscant omplir cap paper de la pel·lícula en particular, però va recordar que Kazan va muntar l'escenari amb Brando que va provocar emocions sorprenents:
| « | (anglès) I ended up crying. Crying and laughing... I mean there was such an attraction there... That smile of his… He was very tender and funny... And Kazan, in his genius, saw the chemistry there.:295–296 | (català) Vaig acabar plorant. Plorant i rient... Vull dir que allà hi havia tanta atracció... Aquell somriure seu... Era molt tendre i divertit... I Kazan, en la seva genialitat, hi va veure la química. | » |

La pel·lícula va utilitzar extenses escenes de carrer i plans davant del mar, i va incloure una partitura notable del conegut compositor Leonard Bernstein.
Després de l'èxit de On the Waterfront, va dirigir una altra adaptació a la pantalla d'una novel·la de John Steinbeck, A l'est de l'edèn (1955). Com a director, Kazan va tornar a utilitzar un altre actor llavors desconegut, James Dean. Kazan havia vist a Dean a l'escenari de Nova York i després d'una audició li va donar el paper protagonista juntament amb un contracte exclusiu amb Warner Bros. Dean va tornar a Los Angeles amb Kazan el 1954, la primera vegada que havia volat en un avió, portant la seva roba en una bossa de paper marró. L'èxit de la pel·lícula va presentar James Dean al món i el va establir com un actor popular.
L'autor Douglas Rathgeb descriu les dificultats que va tenir Kazan per convertir Dean en una nova estrella, assenyalant com Dean va ser una figura controvertida a Warner Bros. des del moment en què va arribar. Hi havia rumors que «guardava una pistola carregada al tràiler del seu estudi; que conduïa perillosament la seva motocicleta pels carrers de l'estudi o pels escenaris de so; que tenia amics estranys i desagradables». Com a resultat, Kazan es va veure obligat a «cuidar el jove actor en tràilers costat a costat», de manera que no fugís durant la producció. La coprotagonista Julie Harris va treballar hores extres per sufocar els atacs de pànic de Dean. En general, Dean no era conscient dels mètodes de Hollywood, i Rathgeb assenyala que «el seu estil radical no encaixava amb els engranatges corporatius de Hollywood».

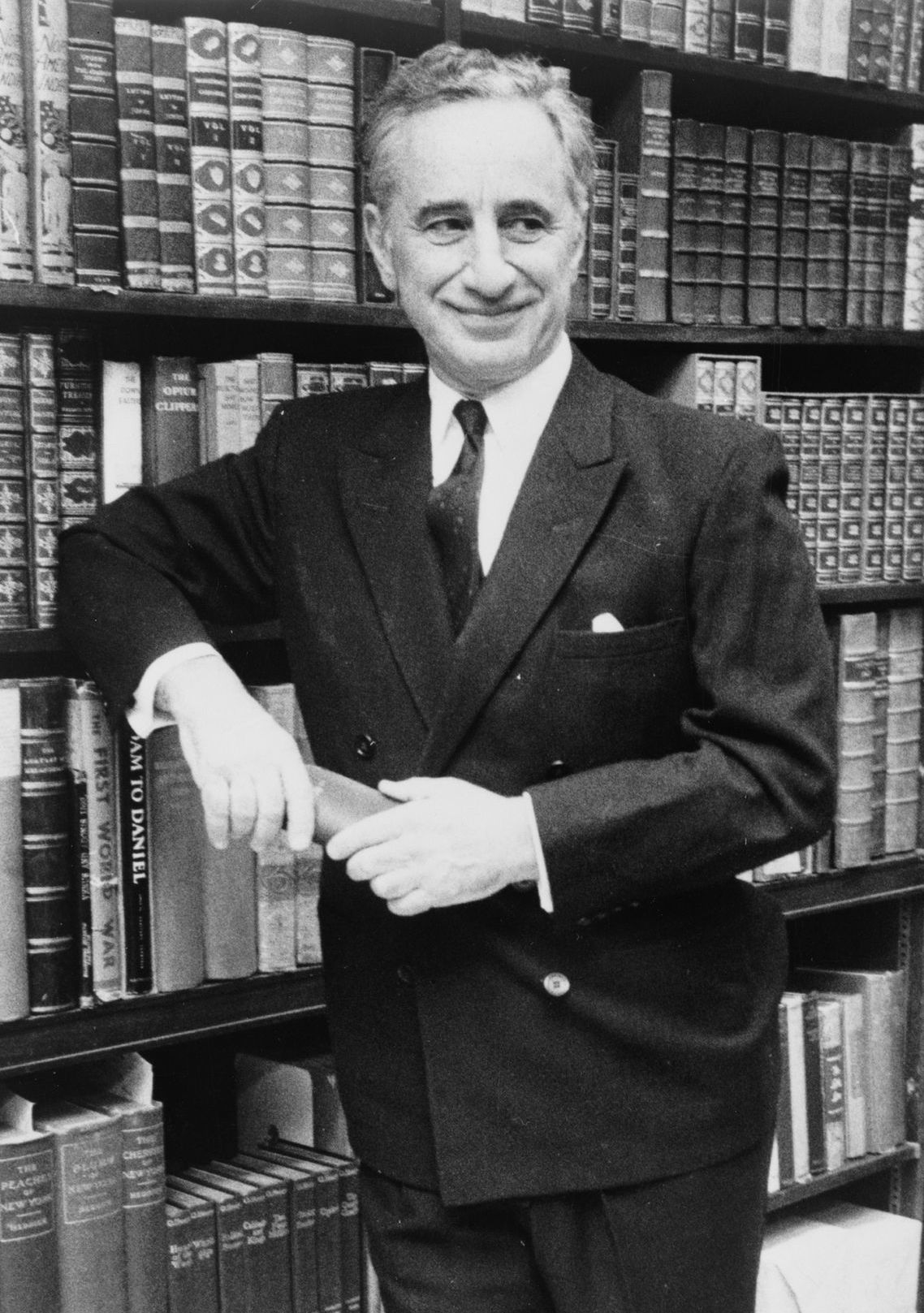
Elia Kazan el 1967.

El 1961, Kazan va presentar Warren Beatty en la seva primera aparició a la pantalla amb un paper protagonista a Esplendor a l'herba (1961), amb Natalie Wood; la pel·lícula va ser nominada a dos Oscar i en va guanyar un. L'autor Peter Biskind assenyala que Kazan «va ser el primer d'una sèrie de grans directors que Beatty va buscar, mentors o figures paternals dels quals volia aprendre.» Biskind també assenyala que «eren molt diferents: mentor contra protegit, director contra actor, foraster immigrant contra fill nadiu. Kazan estava armat amb la confiança nascuda de l'edat i l'èxit, mentre que Beatty estava pràcticament encès per l'arrogància de la joventut.»
La coprotagonista de Beatty, Natalie Wood, es trobava en un període de transició en la seva carrera, després d'haver estat escollida principalment per a papers de nena o adolescent, i ara esperava ser escollida per a papers adults. La biògrafa Suzanne Finstad assenyala que un «punt d'inflexió» en la seva vida com a actriu va ser en veure la pel·lícula A Streetcar Named Desire.:107 El 1961, després d'una «sèrie de pel·lícules dolentes, la seva carrera ja estava en declivi», assenyala Rathgeb.:199
Kazan escriu a la seva autobiografia que els «savis» de la comunitat cinematogràfica la van declarar «esgotada» com a actriu, però encara va voler entrevistar-la per a la seva pel·lícula:
| « | (anglès) When I saw her, I detected behind the well-mannered 'young wife' front a desperate twinkle in her eyes... I talked with her more quietly then and more personally. I wanted to find out what human material was there, what her inner life was... Then she told me she was being psychoanalyzed. That did it. Poor R.J. [Wagner, Wood's husband], I said to myself. I liked Bob Wagner, I still do.:602 | (català) Quan la vaig veure, vaig detectar darrere la façana de "jove dona" ben educada una brillantor desesperada als seus ulls... Vaig parlar amb ella més tranquil·lament i més personalment. Volia saber quin material humà hi havia, quina era la seva vida interior... Aleshores em va dir que estava sent psicoanalitzada. Això va fer. Pobre R.J. [Wagner, el marit de Wood], em vaig dir. M'agradava Bob Wagner, encara m'agrada. | » |

Kazan la va posar com a protagonista femenina a Esplendor a l'herba, i la seva carrera va recuperar-se. Finstad creu que, malgrat que Wood no va rebre mai formació en tècniques d'actuació del mètode, «treballar amb Kazan la va portar a l'alçada emocional més gran de la seva carrera. L'experiència va ser estimulant però desgarradora per a Natalie, que es va enfrontar als seus dimonis a Esplendor».:259 Afegeix que una escena de la pel·lícula, com a resultat de «la bruixeria de Kazan... va produir una histèria en Natalie que pot ser el seu moment més poderós com a actriu».:260
L'actor Gary Lockwood, que també va actuar a la pel·lícula, sentia que «Kazan i Natalie eren un matrimoni fantàstic, perquè tenies aquesta bella noia i tenies algú que li podia treure coses». L'escena preferida de Kazan a la pel·lícula va ser l'última, quan Wood torna a veure el seu primer amor perdut, Bud (Beatty). «És molt commovedor per a mi. Encara m'agrada quan la veig», escriu Kazan.:263 «I certament no necessitava dir-li com fer-la. Ella ho va entendre perfectament».
Elia Kazan es va casar tres vegades. Primer amb Molly Day Thacher (des de 1932 fins que va morir el 1963) amb la qual va tenir dos fills i dues filles; un és el guionista Nicholas Kazan. La segona dona, Barbara Loden (realitzadora de Wanda), amb la qual es va casar el 1967 fins a la seva mort el 1980. La tercera, Frances Rudge, des de 1982 fins a la mort del director. Elia Kazan va morir per causes naturals al seu apartament de Manhattan el 28 de setembre de 2003, als 94 anys.
Va rebre dos Oscar al millor director. Va rebre igualment un Oscar per al conjunt de la seva carrera el 1999. Va tenir una certa notorietat en el moment del seu testimoni davant la comissió de les activitats anti-americanes, participant així en l'anomenada caça de bruixes. Va testimoniar contra els seus antics camarades del partit comunista, del qual havia estat exclòs el 1936, dos anys després de la seva adhesió. Aquest va ser una estigma que el perseguí durant tota la seva vida, influint en la filmografia posterior com per exemple a La llei del silenci, una apologia de la delació en to d'autojustificació.
Tanmateix, ha de ser situat en la perspectiva de la vida de Kazan, i de la importància, fins i tot del caràcter sagrat que suposava als seus ulls el somni americà. N'hi ha prou de veure la pel·lícula Amèrica, Amèrica, inspirada en el recorregut del seu oncle i relatant les tribulacions d'un jove grec d'Anatòlia el qual, com milions d'immigrants, marxa d'una terra natal hostil cap al Nou Món.

## Filmografia
| Any  | Títol                         | Rati IMDb    | Notes                   |
| ---- | ----------------------------- | ------------ | ----------------------- |
| 1937 | The People of the Cumberlands | 8.7/10 stars | (curt-metratge)         |
| 1940 | It's Up to You                |              | (documental)            |
| 1945 | Un arbre creix a Brooklyn     | 7.9/10 stars |                         |
| 1947 | The Sea of Grass              | 6.6/10 stars |                         |
| 1947 | Boomerang !                   | 7.5/10 stars |                         |
| 1947 | Gentleman's Agreement         | 7.4/10 stars |                         |
| 1949 | Pinky                         | 7.2/10 stars |                         |
| 1950 | Panic in the Streets          | 7.4/10 stars |                         |
| 1951 | A Streetcar Named Desire      | 8.1/10 stars |                         |
| 1952 | Viva Zapata!                  | 7.6/10 stars |                         |
| 1953 | Man on a Tightrope            | 7.0/10 stars |                         |
| 1954 | La llei del silenci           | 8.4/10 stars | (On the Waterfront)     |
| 1955 | A l'est de l'edèn             | 8.1/10 stars | (East of Eden)          |
| 1956 | Baby Doll                     | 7.4/10 stars |                         |
| 1957 | Un rostre en la multitud      | 8.1/10 stars | (A Face in the Crowd)   |
| 1960 | Riu Salvatge                  | 7.6/10 stars | (Wild River)            |
| 1961 | Esplendor a l'herba           | 7.6/10 stars | (Splendor in the Grass) |
| 1963 | Amèrica, Amèrica              | 7.8/10 stars | (America, America)      |
| 1969 | El compromís                  | 6.2/10 stars | (The Arrangement)       |
| 1972 | The Visitors                  | 6.8/10 stars |                         |
| 1976 | The Last Tycoon               | 6.3/10 stars |                         |

## Premis

### Premis Oscar
| Any  | Categoria                     | Pel·lícula               | Resultat  |
| ---- | ----------------------------- | ------------------------ | --------- |
| 1948 | Oscar al millor director      | Gentleman's Agreement    | Guanyador |
| 1951 | Oscar al millor director      | A Streetcar Named Desire | Candidat  |
| 1955 | Oscar al millor director      | La llei del silenci      | Guanyador |
| 1956 | Oscar al millor director      | A l'est de l'edèn        | Candidat  |
| 1963 | Oscar al millor director      | Amèrica, Amèrica         | Candidat  |
| 1963 | Oscar al millor guió original | Amèrica, Amèrica         | Candidat  |
| 1999 | Oscar d'honor                 | Oscar d'honor            | Guanyador |

### Festival Internacional de Cinema de Canes
| Any  | Categoria                   | Pel·lícula        | Resultat  |
| ---- | --------------------------- | ----------------- | --------- |
| 1952 | Gran premi del Festival     | Viva Zapata!      | Candidat  |
| 1955 | Millor pel·lícula dramàtica | A l'est de l'edèn | Guanyador |
| 1955 | Palma d'Or                  | A l'est de l'edèn | Candidat  |
| 1972 | Palma d'Or                  | The Visitors      | Candidat  |

### Festival Internacional de Cinema de Venècia
| Any  | Categoria                    | Pel·lícula               | Resultat  |
| ---- | ---------------------------- | ------------------------ | --------- |
| 1948 | Lleó d'Or                    | Gentleman's Agreement    | Candidat  |
| 1950 | Premi internacional          | Panic in the Streets     | Guanyador |
| 1951 | Premi especial del jurat     | A Streetcar Named Desire | Guanyador |
| 1951 | Lleó d'Or                    | A Streetcar Named Desire | Candidat  |
| 1954 | Premi de la critica italiana | La llei del silenci      | Guanyador |
| 1954 | Lleó de la plata             | La llei del silenci      | Guanyador |
| 1954 | Lleó d'Or                    | La llei del silenci      | Candidat  |
| 1955 | Lleó d'Or                    | Panic in the Streets     | Candidat  |
| 1955 | Premi OCIC                   | La llei del silenci      | Guanyador |